# Скеля «Сфінкс»
Ске́ля Сфінкс — геологічна пам'ятка природи місцевого значення в Україні. Об'єкт природно-заповідного фонду Черкаської області. Розташована в Звенигородському районі Черкаської області, в смт Стеблів. 
Площа 0,1 га. Статус присвоєно згідно з рішенням Черкаського облвиконкому від 12.01.1982 року № 12. Установа, у віданні якої перебуває об'єкт,— Стеблівська прядильно-бавовняна фабрика (потрапити до скелі можна лише через прохідну фабрики).

## Опис
Охороняється примітна скеля над річкою Рось поряд з греблею Корсунь-Шевченківської ГЕС. Високо піднятий виступ скелі утворює під час заходу сонця силует, подібний до силуету сфінкса. 
За даними Вікіекспедиції 14-15 липня 2016 року, територія пам'ятки переживає суттєве заростання та погано проглядається.

## Галерея

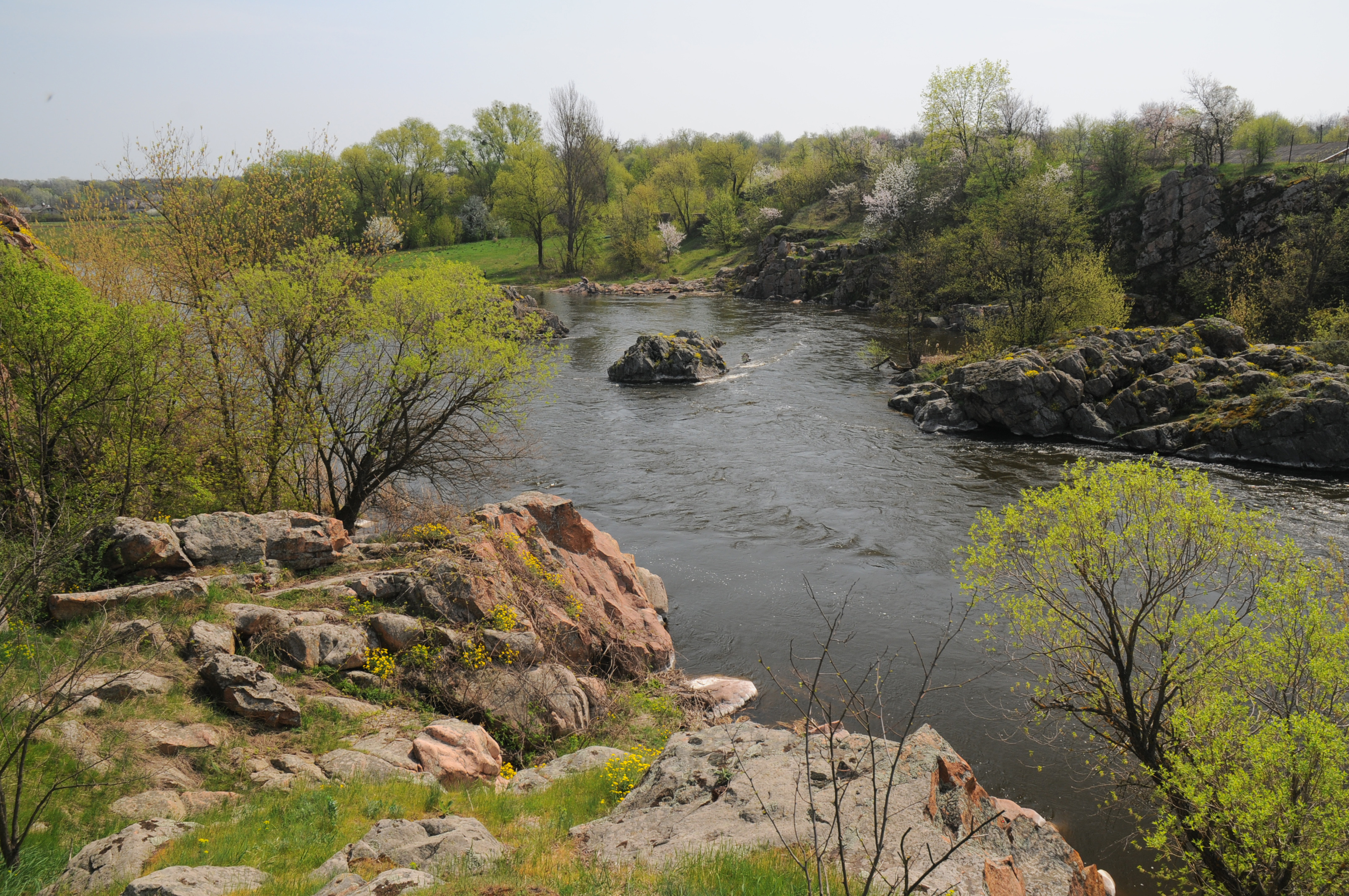
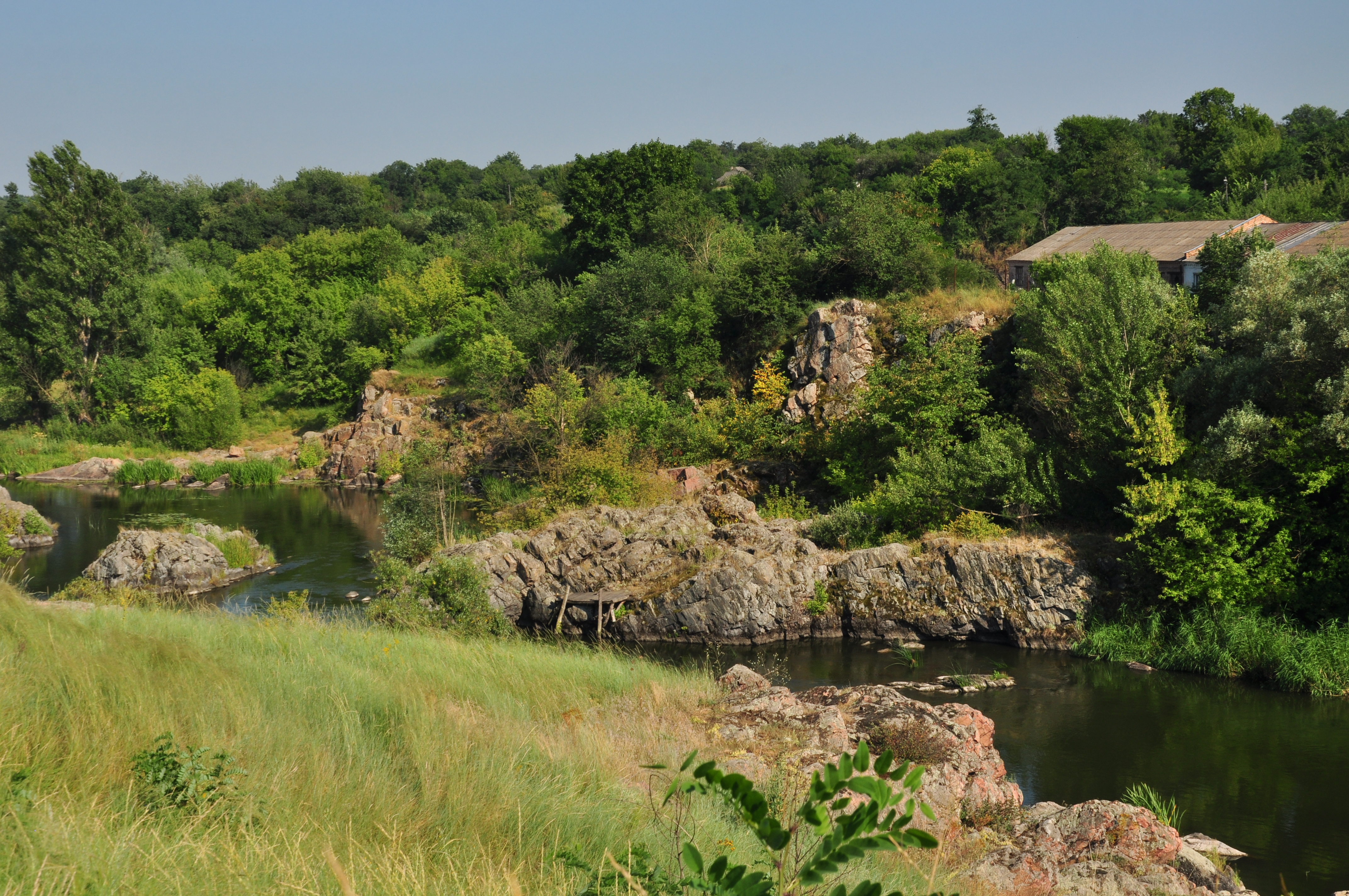
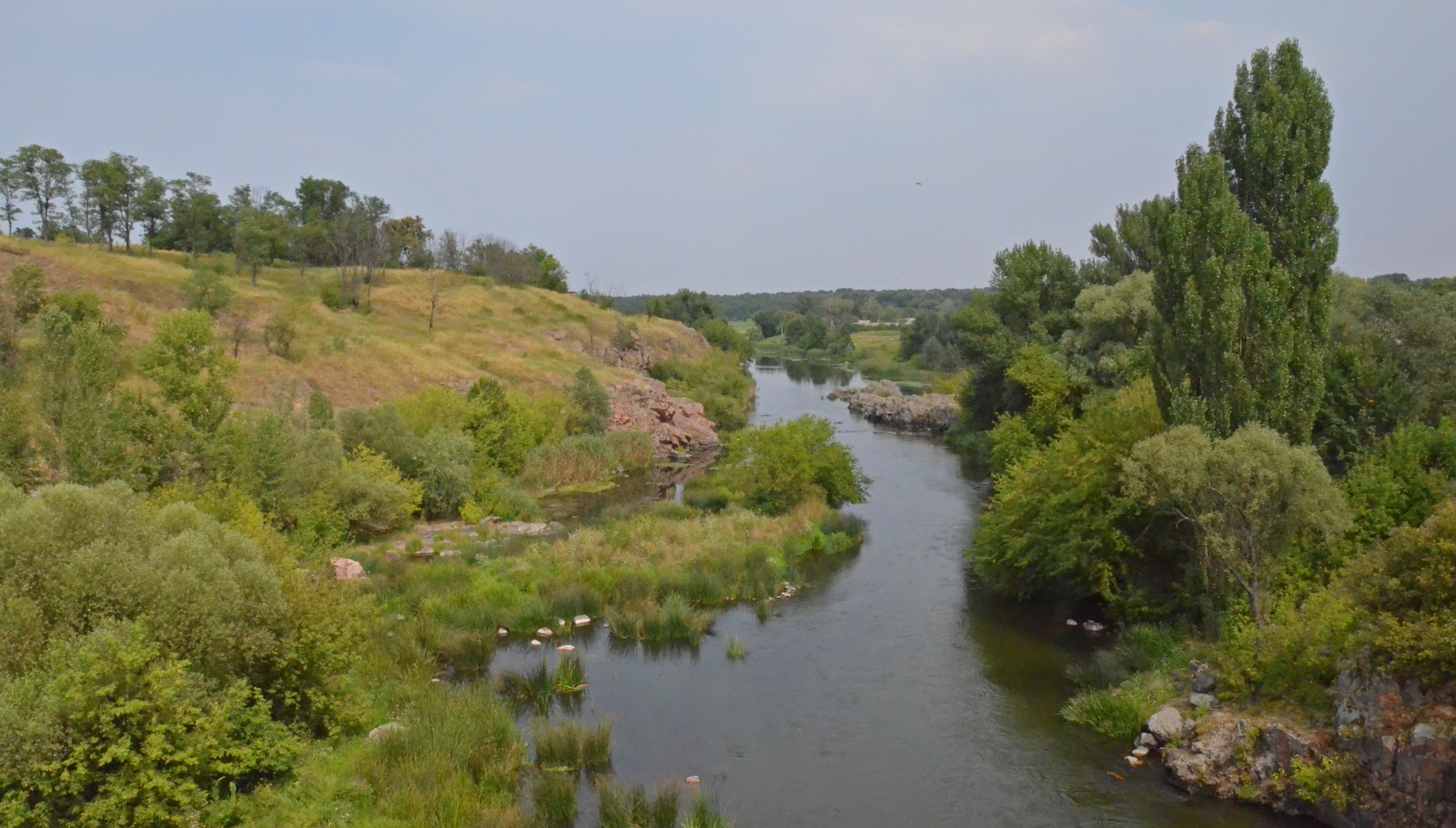